# Himnusz
Himnusz (« Hymne »), ou Isten, áldd meg a magyart (« Bénis le Hongrois, ô Seigneur »), est l'hymne national de la Hongrie. Il fut à l'origine écrit par Ferenc Kölcsey à Cseke, le 22 janvier 1823 et la musique est composée en 1844 par Ferenc Erkel. Il est devenu l'hymne officiel qu'en 1903, la Hongrie faisant alors partie de l'Autriche-Hongrie. En 1962, Jean Rousselot traduit Himnusz en français,,,.

## Paroles

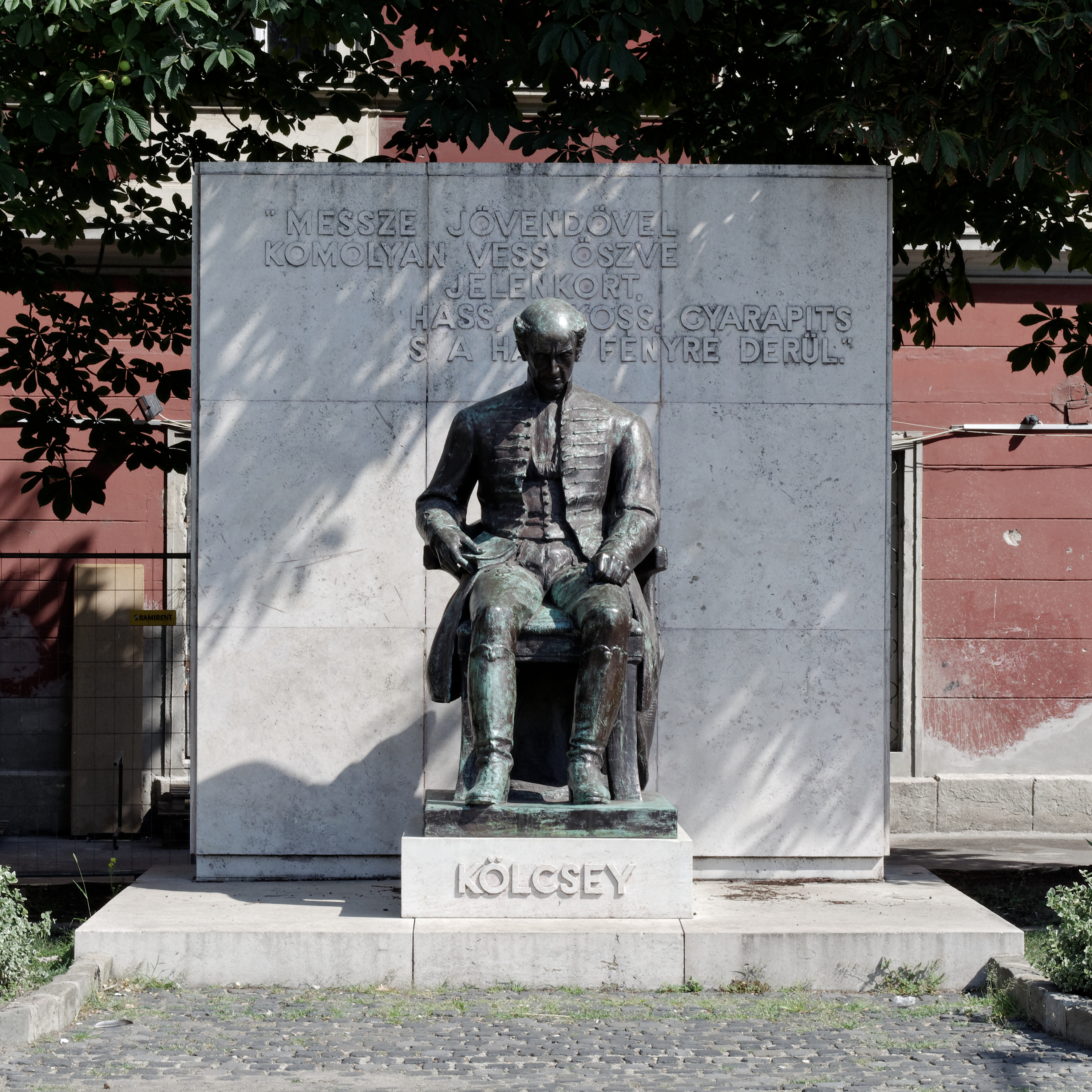
Statue de Ferenc Kölcsey, place Batthyány à Budapest.

Le premier couplet est officiellement chanté lors des cérémonies.
| Paroles originales en hongrois (Ferenc Kölcsey, 1823) | Transcription API | Adaptation en français (Jean Rousselot, 1962) |
| Isten, áldd meg a magyart Jó kedvvel, bőséggel, Nyújts feléje védő kart, Ha küzd ellenséggel; Bal sors akit régen tép, Hozz rá víg esztendőt, Megbűnhődte már e nép A múltat s jövendőt! Őseinket felhozád Kárpát szent bércére, Általad nyert szép hazát Bendegúznak vére. S merre zúgnak habjai Tiszának, Dunának, Árpád hős magzatjai Felvirágozának. Értünk Kunság mezein Ért kalászt lengettél, Tokaj szőlővesszein Nektárt csepegtettél. Zászlónk gyakran plántálád Vad török sáncára, S nyögte Mátyás bús hadát Bécsnek büszke vára. Hajh, de bűneink miatt Gyúlt harag kebledben, S elsújtád villámidat Dörgő fellegedben, Most rabló mongol nyilát Zúgattad felettünk, Majd töröktől rabigát Vállainkra vettünk. Hányszor zengett ajkain Ozmán vad népének Vert hadunk csonthalmain Győzedelmi ének! Hányszor támadt tenfiad Szép hazám, kebledre, S lettél magzatod miatt Magzatod hamvvedre! Bújt az üldözött, s felé Kard nyúlt barlangjában, Szerte nézett s nem lelé Honját a hazában, Bércre hág és völgybe száll, Bú s kétség mellette, Vérözön lábainál, S lángtenger fölette. Vár állott, most kőhalom, Kedv s öröm röpkedtek, Halálhörgés, siralom Zajlik már helyettek. S ah, szabadság nem virúl A holtnak véréből, Kínzó rabság könnye hull Árvánk hő szeméből! Szánd meg Isten a magyart Kit vészek hányának, Nyújts feléje védő kart Tengerén kínjának. Bal sors akit régen tép, Hozz rá víg esztendőt, Megbűnhődte már e nép A múltat s jövendőt!, | [ˈɪʃ.tɛ̞n äːld mɛ̞g ɒ ˈmɒ.ɟɒrt] [joː ˈkɛ̞d.vɛ̞l ˈbøː.ʃeːg.gɛ̞l] [ɲuːjt͡ʃ ˈfɛ̞.leː.jɛ̞ ˈveː.døː kɒrt] [hɒ kʏzd ˈɛ̞l.lɛ̞n.ʃeːg.gɛ̞l] [bɒl ʃorʃ ˈɒ.kɪt ˈreː.gɛ̞n teːp] [hozː räː viːg ˈɛ̞s.tɛ̞n.døːt] [ˈmɛ̞g.byːn.høːt.tɛ̞ mäːr ɛ̞ neːp] [ɒ ˈmuːl.tɒt ˈʃ‿jø̞.vɛ̞n.døːt] [ˈøː.ʃɛ̞.ɪŋ.kɛ̞t ˈfɛ̞l.ho.zäːd] [ˈkäːr.päːt sɛ̞nd ˈbeːr.t͡seː.rɛ̞] [ˈäːl.tɒ.lɒd ɲɛ̞rt seːp ˈhɒ.zäːt] [ˈbɛ̞n.dɛ̞.guːz.nɒg ˈveː.rɛ̞] [ˈʃ‿mɛ̞r.rɛ̞ ˈzuːg.nɒk ˈhɒb.jɒ.ɪ] [ˈtɪ.säː.nɒg ˈdʊ.näː.nɒk] [ˈäːr.päːt høːʃ ˈmɒg.sɒc.cɒ.ɪ] [ˈfɛ̞l.vɪ.räː.go.zäː.nɒk] [ˈeːr.tʏŋk ˈkʏn.ʃäːg ˈmɛ̞.zɛ̞.ɪn] [eːrt ˈkɒ.läːst ˈlɛ̞ŋ.gɛ̞t.teːl] [ˈto.kɒj ˈsøː.løː.vɛ̞s.sɛ̞.ɪn] [ˈnɛ̞k.täːrt ˈt͡ʃɛ̞.pɛ̞k.tɛ̞t.teːl] [ˈzäːs.loːɲɟ ˈɟɒ.krɒm ˈpläːn.täː.läːd] [vɒt ˈtø̞.rø̞k ˈʃäːn.t͡säː.rɒ] [ˈʃ‿ɲø̞k.tɛ̞ ˈmäː.cäːʒ buːʃ ˈhɒ.däːt] [ˈbeːt͡ʃ.nɛ̞g ˈbʏs.kɛ̞ ˈväː.rɒ] [hɒjh dɛ̞ ˈbʏ.nɛ̞.ɪŋk ˈmɪ.ɒtː] [ɟuːlt ˈhɒ.rɒk ˈkɛ̞b.lɛ̞d.bɛ̞n] [ˈʃ‿ɛ̞l.ʃuːj.täːd ˈvɪl.läː.mɪ.dɒt] [ˈdø̞r.gøː ˈfɛ̞l.lɛ̞.gɛ̞d.bɛ̞n] [moʃt ˈrɒ.bloː ˈmoŋ.gol ˈɲɪ.läːt] [ˈzuː.gɒt.tɒt ˈfɛ̞.lɛ̞t.tʏŋk] [mɒjt ˈtø̞.rø̞k.tøːl ˈrɒ.bɪ.gäːt] [ˈväːl.lɒ.ɪŋ.krɒ ˈvɛ̞t.tʏŋk] [ˈhäːɲ.sor ˈzɛ̞ŋ.gɛ̞tː ˈɒj.kɒ.ɪn] [ˈoz.mäːɱ vɒd ˈneː.peː.nɛ̞k] [vɛ̞rt ˈhɒ.dʊŋk ˈt͡ʃont.hɒl.mɒ.ɪn] [ˈɟøː.zɛ̞.dɛ̞l.mɪ ˈeː.nɛ̞k] [ˈhäːɲ.sor ˈtäː.mɒtː ˈtɛ̞ɱ.fɪ.ɒd] [seːp ˈhɒ.zäːm ˈkɛ̞b.lɛ̞d.rɛ̞] [ˈʃ‿lɛ̞t.teːl ˈmɒg.zɒ.tod ˈmɪ.ɒtː] [ˈmɒg.zɒ.tot ˈhɒɱv.vɛ̞d.rɛ̞] [buːjt ɒz ˈʏl.dø̞.zø̞tː ˈʃ‿fɛ̞.leː] [kɒrd ɲuːld ˈbɒr.lɒŋg.jäː.bɒn] [ˈsɛ̞r.tɛ̞ ˈneː.zɛ̞tː ʃ‿nɛ̞m ˈlɛ̞.leː] [ˈhon.jäːt ɒ ˈhɒ.zäː.bɒn] [ˈbeːrt͡s.rɛ̞ häːg eːʒ ˈvø̞ʎɟ.bɛ̞ säːlː] [buːʃ ˈkeː.t͡ʃeːg ˈmɛ̞l.lɛ̞t.tɛ̞] [ˈveː.rø̞.zø̞n ˈläː.bɒ.ɪ.näːl] [ˈʃ‿läːŋk.tɛ̞ŋ.gɛ̞r ˈfø̞.lɛ̞t.tɛ̞] [väːr ˈäːl.lotː moʃt ˈkøː.hɒ.lom] [kɛ̞df ˈʃ‿ø̞.rø̞m ˈrø̞p.kɛ̞t.tɛ̞k] [ˈhɒ.läːl.hø̞r.geːʃ ˈʃɪ.rɒ.lom] [ˈzɒj.lɪk mäːr ˈhɛ̞.jɛ̞t.tɛ̞k] [ʃ‿ɒh ˈsɒ.bɒ.t͡ʃäːg nɛ̞ɱ ˈvɪ.ruːl] [ɒ ˈholt.nɒg ˈveː.reː.bøːl] [ˈkiːn.zoː ˈrɒp.ʃaːk ˈkø̞n.ɲɛ̞ huːl] [ˈäːr.väːŋk høː ˈsɛ̞.meː.bøːl] [saːnd mɛ̞g ˈɪʃ.tɛ̞n ɒ ˈmɒ.ɟɒrt] [kɪd ˈveː.sɛ̞k ˈhäː.ɲäː.nɒk] [ɲuːjt͡ʃ ˈfɛ̞.leː.jɛ̞ ˈveː.døː kɒrt] [ˈtɛ̞ŋ.gɛ̞.reːŋ ˈkiːɲ.jäː.nɒk] [bɒl ʃorʃ ˈɒ.kɪt ˈreː.gɛ̞n teːp] [hozː räː viːg ˈɛ̞s.tɛ̞n.døːt] [ˈmɛ̞g.byːn.høːt.tɛ̞ mäːr ɛ̞ neːp] [ɒ ˈmuːl.tɒt ˈʃ‿jø.vɛ̞n.døːt] | Bénis le Hongrois, ô Seigneur, Fais qu'il soit heureux et prospère, Tends vers lui ton bras protecteur Quand il affronte l'adversaire ! Donne à qui fut longtemps broyé Des jours paisibles et sans peines. Ce peuple a largement payé Pour les temps passés ou qui viennent. Aux Carpates, sur ton conseil Nos aïeux osèrent s'étendre. Quelle belle place au soleil Tu aidas nos pères à prendre ! Aussi loin que de la Tisza Et du Danube le flot danse, Aux fils héroïques d'Arpad, Tu as prodigué l'abondance. Tu fis onduler, à l'instar Des mers, les épis dans nos plaines, Et tu permis que du nectar De Tokay nos coupes soient pleines. Grâce à toi, nos drapeaux ont pu Flotter chez le Turc en déroute, Les murs de Vienne être rompus Par Matyas et ses noires troupes. Hélas ! nos fautes, trop souvent, Ont fait éclater ta colère. Et de tes nuages ardents Tu as fait jaillir le tonnerre. Alors ce furent les Mongols, Leurs dards sifflants et leurs pillages, Puis le Turc qui sur notre col Posa le joug de l'esclavage. Que de fois, sur l'amas sanglant Des cadavres de nos armées, Par les cris orgueilleux d'Osman La victoire fut proclamée ! Que de fois, ô Patrie, enfin, Tes propres enfants t'attaquèrent ! Et par leurs crimes tu devins L'urne funèbre de leurs frères. Fuir ! Mais d'asile il n'était point Contre le fer et sa furie. Dans son propre pays, en vain Le fuyard cherchait sa patrie. Il allait par monts et par vaux, Pour compagnons, douleur et doute, Pour horizon, du sang à flots, Et des flammes pour clef de voûte. Là, ces ruines furent un fort, Autrefois y régnait la joie. À sa place, un râle de mort Et des plaintes de cœur qu'on broie. La liberté ne fleurit point, Hélas ! dans le sang des victimes ! Les yeux de l'orphelin sont pleins Des pleurs de ceux que l'on opprime. Prends pitié du Hongrois, Seigneur. Si souvent il fut dans les transes ! Tends vers lui un bras protecteur Dans l'océan de ses souffrances ! Donne à qui fut longtemps broyé Des jours paisibles et sans peines. Ce peuple a largement payé Pour les temps passés ou qui viennent. |